# Uppsala läns valkrets
Uppsala läns valkrets är en av valkretsarna vid val till den svenska riksdagen. 

## Mandatantal
I det första valet till enkammarriksdagen 1970 hade valkretsen åtta fasta mandat och inga utjämningsmandat. Antalet har därefter ökat gradvis till åtta fasta mandat och ett utjämningsmandat 1973, nio fasta mandat och ett utjämningsmandat 1976 och 1979, nio fasta mandat och två utjämningsmandat 1982 och 1985, nio fasta mandat och tre utjämningsmandat 1988, nio fasta mandat och två utjämningsmandat 1991 samt tio fasta mandat och två utjämningsmandat 1994. Vid valet 2006 hade valkretsen elva fasta mandat och ett utjämningsmandat.
Inför 2006 års val ändrades valkretsindelningen genom att Heby kommun överfördes från Västmanlands läns valkrets till Uppsala läns valkrets.
| 1970 | 1973 | 1976 | 1979 | 1982 | 1985 | 1988 | 1991 | 1994 | 1998 | 2002 | 2006 | 2010 | 2014 | 2018 |
| ---- | ---- | ---- | ---- | ---- | ---- | ---- | ---- | ---- | ---- | ---- | ---- | ---- | ---- | ---- |
| 8    | 8    | 9    | 9    | 9    | 9    | 9    | 9    | 10   | 10   | 10   | 11   | 11   | 11   | 11   |

## Riksdagsledamöter i enkammarriksdagen (listan ej komplett)

### 1971–1973
- Blenda Ljungberg, m
- Sture Korpås, c
- Sven Eric Åkerfeldt, c
- Erik Tobé, fp
- Birgitta Dahl, s
- Arne Gadd, s
- Nils Hjorth, s
- John Lundberg, s

### 1974–1975/76
- Ingegerd Troedsson, m
- Sture Korpås, c
- Britt Wigenfeldt, c
- Sven Eric Åkerfeldt, c
- Ola Nyquist, fp
- Hans Alsén, s
- Birgitta Dahl, s
- Arne Gadd, s
- Nils Hjorth, s

### 1976/77–1978/79
- Ingegerd Troedsson, m (statsråd 8/10 1976–18/10 1978)
  - Lars Ahlmark, m (ersättare för Ingegerd Troedsson 11/10–14/11 1976)
    - Ingvar Karlén, m (ersättare för Ingegerd Troedsson 15/11–24/12 1976)
      - Lars Ahlmark, m (ersättare för Ingegerd Troedsson 10/1 1977–18/10 1978)
- Sture Korpås, c
- Britt Wigenfeldt, c
- Sven Eric Åkerfeldt, c
  - Leif Zetterberg, c (ersättare 29/4–30/5 1978)
  - Leif Zetterberg, c (ersättare 7/11–20/12 1978)
- Jörgen Ullenhag, fp
- Hans Alsén, s
- Birgitta Dahl, s
- Arne Gadd, s
- Nils Hjorth, s
- Oswald Söderqvist, vpk

### 1979/80–1981/82
- Lars Ahlmark, m
- Ingegerd Troedsson, m
- Sture Korpås, c
- Sven Eric Åkerfeldt, c
  - Britt Wigenfeldt, c (ersättare 1/10–8/11 1979)
- Jörgen Ullenhag, fp
  - Per Arne Aglert, fp (ersättare för Jörgen Ullenhag 10/11–21/12 1980)
- Hans Alsén, s
- Birgitta Dahl, s
- Arne Gadd, s
- Nils Hjorth, s
  - Ingrid Andersson, s (ersättare 17/10–20/11 1979)
  - Ingrid Andersson, s (ersättare 5/5–6/9 1980)
  - Ingrid Andersson, s (ersättare 20/10–21/11 1980)
  - Ingrid Andersson, s (ersättare 16/11–17/12 1981)
- Oswald Söderqvist, vpk

### 1982/83–1984/85
- Lars Ahlmark, m
- Ingegerd Troedsson, m
- Sture Korpås, c
- Rosa Östh, c
  - Bror Eriksson, c (ersättare 22/11–21/12 1984)
- Jörgen Ullenhag, fp
  - Barbro Sandberg, fp (ersättare för Jörgen Ullenhag 22/11–21/12 1982)
  - Per Arne Aglert, fp (ersättare för Jörgen Ullenhag 22/11–21/12 1984)
- Ingrid Andersson, s
- Birgitta Dahl, s (statsråd 8/10 1982–1984/85)
  - Anna Lindh, s (ersättare för Birgitta Dahl 8/10 1982–1984/85)
- Arne Gadd, s
- Gustav Persson, s
- Gunnar Thollander, s
- Oswald Söderqvist, vpk

### 1985/86–1987/88
- Lars Ahlmark, m
- Ingegerd Troedsson, m
- Rosa Östh, c
- Barbro Sandberg, fp
- Jörgen Ullenhag, fp (30/9–30/11 1985)
  - Per Arne Aglert, fp (1/12 1985–1987/88)
    - Inga Sandberg, fp (ersättare för Per Arne Aglert 7/11–22/12 1986)
- Ingrid Andersson, s
- Birgitta Dahl, s (statsråd under mandatperioden)
  - Mats O. Karlsson, s (ersättare för Birgitta Dahl 1985/86–3/5 1988)
  - Björn Kaaling, s (ersättare för Birgitta Dahl 4/5–3/6 1988)
  - Mats O. Karlsson, s (ersättare för Birgitta Dahl 4–21/6 1988)
- Arne Gadd, s
- Gustav Persson, s
- Gunnar Thollander, s
- Oswald Söderqvist, vpk
  - Berith Eriksson, vpk (ersättare för Oswald Söderqvist 17/4–16/5 1986)
  - Berith Eriksson, vpk (ersättare för Oswald Söderqvist 16/3–16/4 1987)

### 1988/89–1990/91
- Lars Ahlmark, m
- Ingegerd Troedsson, m
- Rosa Östh, c
- Håkan Holmberg, fp
- Barbro Sandberg, fp
- Paul Ciszuk, mp
  - Ulla Bouvin, mp (ersättare för Paul Ciszuk 18/4–18/5 1990)
- Ingrid Andersson, s
- Birgitta Dahl, s (statsråd under mandatperioden)
  - Barbro Andersson, s (ersättare för Birgitta Dahl 1988/89–3/10 1989)
  - Björn Kaaling, s (ersättare för Birgitta Dahl 4/10 1989–1990/91)
- Arne Gadd, s (1988/89–3/10 1989)
  - Barbro Andersson, s (4/10 1989–1990/91)
- Gustav Persson, s
- Gunnar Thollander, s
- Berith Eriksson, vpk/v
  - Ingrid Burman, vpk (ersättare för Berith Eriksson 10/11–15/12 1989)

### 1991/92–1993/94
- Gustaf von Essen, m
- Ingegerd Troedsson, m (talman under mandatperioden)
  - Lennart Hedquist, m (ersättare för Ingegerd Troedsson under mandatperioden)
- Rosa Östh, c
- Lars Svensk, kds
- Håkan Holmberg, fp
  - Barbro Sandberg, fp (ersättare för Håkan Holmberg 30/9 1991–9/1 1992)
    - Bengt Ahlquist, fp (ersättare för Håkan Holmberg 8/3–12/4 1993)
      - Bengt Ahlquist, fp (ersättare för Håkan Holmberg 7/2–31/3 1994)
- Robert Juosma, nyd
- Ingrid Andersson, s
- Birgitta Dahl, s (statsråd 30/9–4/10 1991)
  - Barbro Andersson, s (ersättare 30/9–4/10 1991)
- Björn Kaaling, s
- Gunnar Thollander, s
- Berith Eriksson, v

### 1994/95–1997/98
- Per Bill, m
- Gustaf von Essen, m
- Lennart Hedquist, m
- Rigmor Ahlstedt, c
- Håkan Holmberg, fp (1994/95–15/9 1997)
  - Ann-Kristin Føsker, fp (16/9 1997–1997/98)
- Gunnar Goude, mp
- Barbro Andersson, s
- Ingrid Andersson, s
- Birgitta Dahl, s (talman under mandatperioden)
  - Tone Tingsgård, s (talmansersättare från 3/10 1994)
- Björn Kaaling, s
- Thomas Östros, s (statsråd från 23/3 1996)
  - Mats Berglind, s (ersättare från 23/3 1996)
- Ingrid Burman, v

### 1998/99–2001/02
- Rigmor Ahlstedt (från 1999 Stenmark), c[4]
- Harald Nordlund, fp[4]
- Mikael Oscarsson, kd[4]
- Per Bill, m[4]
- Gustaf von Essen, m[4]
- Lennart Hedquist, m[4]
- Gunnar Goude, mp[4]
- Barbro Andersson, s[4]
- Mats Berglind, s[4]
- Birgitta Dahl, s[4] (talman under mandatperioden)
  - Tone Tingsgård, s (ersättare för Birgitta Dahl)
- Thomas Östros, s[4] (statsråd)
  - Björn Kaaling, s (ersättare för Thomas Östros)
- Ingrid Burman, v[4]

### 2002/03–2005/06
- Rigmor Stenmark, c[5]
- Erik Ullenhag, fp[5]
  - Harald Nordlund, fp (ersättare för Erik Ullenhag 15/1–15/7 2005)
- Cecilia Wikström, fp[5]
- Mikael Oscarsson, kd[5]
- Per Bill, m[5]
  - Ulrika Karlsson, m (ersättare för Per Bill 17/9–31/10 2004)
- Lennart Hedquist, m[5]
- Åsa Domeij, mp[5]
  - Gunnar Goude, mp (ersättare för Åsa Domeij 11/11–20/12 2002)
  - Gunnar Goude, mp (ersättare för Åsa Domeij 20/1–31/5 2003)
  - Gunnar Goude, mp (ersättare för Åsa Domeij 27/10 2003–14/3 2004)
  - Gunnar Goude, mp (ersättare för Åsa Domeij 22/4–3/7 2004)
- Mats Berglind, s[5]
- Agneta Gille, s[5]
- Tone Tingsgård, s[5]
- Thomas Östros, s[5] (statsråd under mandatperioden)
  - Rezene Tesfazion, s (ersättare för Thomas Östros under mandatperioden)
- Ingrid Burman, v[5]
  - Jonas Wikström, v (ersättare för Ingrid Burman 2/2–6/3 2005)

### 2006/07–2009/10
- Solveig Zander, c[6]
- Cecilia Wikström, fp[6] (2006/07–13/7 2009)
  - Erik Ullenhag, fp (14/7 2009–2009/10)
- Mikael Oscarsson, kd[6]
- Per Bill, m[6]
- Lennart Hedquist, m[6]
- Ulrika Karlsson, m[6]
- Helena Leander, mp[6]
- Mats Berglind, s[6]
- Agneta Gille, s[6]
- Tone Tingsgård, s[6]
- Thomas Östros, s[6] (statsråd 2–6/10 2006)
- Jacob Johnson, v[6]

### 2010/11–2013/14
- Solveig Zander, C[7]
- Ismail Kamil, FP[7]
- Mikael Oscarsson, KD[7]
- Per Bill, M[7]
- Ulrika Karlsson, M[7]
- Marta Obminska, M[7]
- Jessika Vilhelmsson, M[7]
- Helena Leander, MP[7]
- Agneta Gille, S[7]
- Pyry Niemi, S[7]
- Thomas Östros, S[7] (2010/11–31/7 2012)
  - Lena Sommestad, S (1/8 2012–28/2 2014)
    - Roger Lamell, S (1/3–29/9 2014)
- Lars Isovaara, SD[7]
- Jacob Johnson, V[7]

### 2014/15–2017/18
- Solveig Zander, C[8]
- Maria Weimer, FP/L[8]
- Mikael Oscarsson, KD[8]
- Per Bill, M[8] (29/9 2014–27/8 2015)
  - Marta Obminska, M (från 28/8 2015)
- Ulrika Karlsson, M[8]
  - Gunnar Hedberg, M (ersättare för Ulrika Karlsson 18/5–18/6 2017)
- Jessika Roswall (invald under efternamnet Vilhelmsson), M[8]
- Niclas Malmberg, MP[8]
- Agneta Gille, S[8]
- Pyry Niemi, S[8]
- Ardalan Shekarabi, S[8] (statsråd från 3/10 2014)
  - Sanne Lennström, S (ersättare för Ardalan Shekarabi 3/10 2014–23/4 2017)
    - Gustaf Lantz, S (ersättare för Ardalan Shekarabi från 24/4 2017)
- Josef Fransson, SD[8]
- Emma Wallrup, V[8]

### 2018/19–2021/22
- Solveig Zander, C[9] (2018/19–31/12 2020)
  - Catarina Deremar, C (från 1/1 2021)
- Mikael Oscarsson, KD[9]
- Lina Nordquist, L[9]
- Marta Obminska, M[9]
  - Ulrika Karlsson, M (ersättare för Marta Obminska 26/4 2021–8/4 2022 samt 6/5–30/6 2022)
- Jessika Roswall, M[9]
- Maria Gardfjell, MP[9]
- Marlene Burwick, S[9]
- Sanne Lennström, S[9]
  - Inga-Lill Sjöblom, S (ersättare för Sanne Lennström 21/10 2019–17/5 2020)
- Pyry Niemi, S[9]
- Ardalan Shekarabi, S[9] (statsråd)
  - Gustaf Lantz, S (ersättare för Ardalan Shekarabi 2018/19–23/8 2020)
    - Inga-Lill Sjöblom, S (ersättare för Ardalan Shekarabi 24/8–15/12 2020)
      - Gustaf Lantz, S (ersättare för Ardalan Shekarabi från 16/12 2020)
- Paula Bieler, SD[9] (2018/19–28/2 2020)
  - David Perez, SD (från 29/2 2020)
    - Monika Lövgren, SD (ersättare för David Perez 29/2 2020–28/2 2021)
- Michael Rubbestad, SD[9]
- Ilona Szatmári Waldau, V[9]

### 2022/23–2025/26
- Catarina Deremar, C[10]
- Mikael Oscarsson, KD[10]
- Lina Nordquist, L[10]
- Stefan Olsson, M[10]
- Jessika Roswall, M[10]
- Jacob Risberg, MP[10]
- Gustaf Lantz, S[10]
- Sanne Lennström, S[10]
- Ardalan Shekarabi, S[10]
- Inga-Lill Sjöblom, S[10]
- David Perez, SD[10]
- Lars Wistedt, SD (t.o.m. 2024-11-24)[10][11]
  - Kent Kumpula, SD (fr.o.m. 29 november 2024)[12]
- Ilona Szatmári Waldau, V[10]

## Första kammaren
Under tvåkammarriksdagens tid var Uppsala län en egen valkrets till första kammaren i valen 1866–1919. Antalet mandat var från början tre, men höjdes till fyra vid förstakammarvalet 1888 och sänktes ånyo till tre i valet 1917. Från och med förstakammarvalet 1921 ingick länet i Stockholms läns och Uppsala läns valkrets. I september 1911 hölls för första gången val med den proportionella valmetoden. I november 1911 hölls val igen (Förstakammarvalet i Sverige 1911) efter första kammarens upplösning av kungen, och de ledamöter valda i septembervalet är inte med i den här listan.

### Riksdagsledamöter i första kammaren

#### 1867–1911 (successivt förnyade mandat)
- Edvard Casparsson (1867–1872)
  - Carl Reuterskiöld (1873–1881)
    - Edvard Casparsson, prot 1888–1899 (1882–1/2 1899)
      - Gustaf Tamm, prot (21/3 1899–1908)
        - Henning Wachtmeister, prot 1909, fh 1910–1911 (1909–1911)
- Pehr von Ehrenheim, Ehr 1873–1887, min 1888–1902 (1867–1902)
  - Gustaf Gilljam, prot (1903–1907)
    - Fredrik Ridderbielke, prot 1908–1909, fh 1910–1911 (1908–1911)
- Baltzar von Platen (1867–1873)
  - Emanuel De Geer (1874–1877)
    - Fredrik Georg Afzelius (1878–1884)
      - Hugo Tamm, min 1888–1893 (1885–1893)
        - Gustaf Tamm, prot (1894–1897)
          - Fredrik Ridderbielke, prot (1898–första urtima riksdagen 1905)
            - Otto Strömberg, prot 1905–1909, fh 1910–1911 (andra urtima riksdagen 1905–1911)
- Oscar Alin, prot (1889–1899)
  - Johan Nyström, prot 1900–1909, fh 1910–1911 (1900–1911)

#### 1912–1917
- Johan von Bahr, n
- Otto Strömberg, n
- Johan Thyrén, högervilde (1912–22/1 1917)
- Nils Alexanderson, lib s

#### 1918–lagtima riksdagen 1919
- Otto Strömberg, n
- Henning Wachtmeister, n
- Nils Alexanderson, lib s

#### Urtima riksdagen 1919–1921
- Carl Axel Reuterskiöld, vilde
- Nils Alexanderson, lib s
- Edvard Hagfält, s

## Andra kammaren
Vid val till andra kammaren var länet till en början uppdelat i flera valkretsar. Vid valen 1866 och 1869 var landsbygden indelad i Uppsala läns norra domsagas valkrets, Uppsala läns mellersta domsagas valkrets och Uppsala läns södra domsagas valkrets. Valen 1872–1905 fanns fyra valkretsar eftersom den norra domsagans valkrets ersattes av Olands härads valkrets och Norunda och Örbyhus häraders valkrets. I valet 1908 ändrades indelningen i norr så att valkretsarna blev Örbyhus härads valkrets och Olands och Norunda häraders valkrets. 
Av städerna i länet bildade residensstaden Uppsala stads valkrets mellan 1866 och 1908. Enköping ingick i valen 1866–1875 i Västerås, Köpings och Enköpings valkrets, men flyttades i valet 1878 till Enköpings, Södertälje, Norrtälje, Vaxholms, Öregrunds, Östhammars och Sigtuna valkrets och vid vårvalet 1887 till Nyköpings, Torshälla, Mariefreds, Trosa och Enköpings valkrets. Från och med valet 1896 ingick Enköping i Köpings, Nora, Lindesbergs och Enköpings valkrets. Från och med valet 1911, slutligen, var hela Uppsala län med städer och landsbygd en enda valkrets också vid valen till andra kammaren.

### Riksdagsledamöter i andra kammaren

#### 1912–vårsessionen 1914
- Alfred Berg, lmb
- Johan Andersson, lib s
- Eric Björnberg, lib s
- Nils Edén, lib s
- Karl August Borg, s

#### Höstsessionen 1914
- Alfred Berg, lmb
- Walter Kant, fris f
- Johan Andersson, lib s
- Nils Edén, lib s
- Karl August Borg, s

#### 1915–1917
- Alfred Berg, lmb
- Walter Kant, lmb
- Nils Edén, lib s
- Karl August Borg, s
- Henry Erikson, s 1915–1916, s vgr 1917

#### 1918–1920
- Alfred Berg, lmb (1918)
  - Walter Kant, lmb (1929–1920)
- Nils Edén, lib s
- Karl August Borg, s
- Arthur Engberg, s
- Oskar Sjölander, s

#### 1921
- Walter Kant, lmb
- Nils Edén, lib s
- Carl Gustaf Olsson, bf
- Karl August Borg, s
- Oskar Sjölander, s

#### 1922–1924
- Oscar Lundquist, lmb
- Carl Gustaf Olsson, bf
- Eric Björnberg, lib s 1922–1923, fris 1924
- Karl August Borg, s
- Oskar Sjölander, s

#### 1925–1928
- Georg Andrén, lmb (1925–1927)
  - Oscar Lundquist, lmb (1928)
- Carl Gustaf Olsson, bf
- Eric Björnberg, fris
- Karl August Borg, s
- Oskar Sjölander, s

#### 1929–1932
- Nils Wohlin, lmb (1929–1931)
  - Oscar Lundquist, lmb (1932)
- Carl Gustaf Olsson, bf
- Eric Björnberg, fris
- Karl August Borg, s
- Vilhelm Lundstedt, s

#### 1933–1936
- Sigfrid Linnér, lmb 1933–1934, h 1935–1936
- Carl Gustaf Olsson, bf
- Karl August Borg, s
- Arthur Elmroth, s
- Vilhelm Lundstedt, s

#### 1937–1940
- Einar Sjögren, h
- Carl Gustaf Närlinge, bf
- Åke Holmbäck, fp
- Karl August Borg, s
- Vilhelm Lundstedt, s

#### 1941–1944
- Einar Sjögren, h (1941)
  - Herbert Lundh, h (1942–1944)
- Karl Emil Hansson, bf
- Einar Jonsson, s
- John Lundberg, s
- Vilhelm Lundstedt, s

#### 1945–1948
- Karl Emil Hansson, bf
- Edvin Jacobsson, fp
- Einar Jonsson, s
- John Lundberg, s
- Vilhelm Lundstedt, s

#### 1949–1952
- Karl Emil Hansson, bf
- Edvin Jacobsson, fp
- Ragnar Edenman, s
- Einar Jonsson, s (1949)
  - Eivor Wallin, s (1950–1952)
- John Lundberg, s

#### 1953–1956
- Henrik Munktell, h
- Edvin Jacobsson, fp
- Ragnar Edenman, s
- John Lundberg, s
- Eivor Wallin, s

#### 1957–vårsessionen 1958
- Henrik Munktell, h
- Edvin Jacobsson, fp
- Ragnar Edenman, s
- John Lundberg, s
- Eivor Wallin, s

#### Höstsessionen 1958–1960
- Henrik Munktell, h
- Sten Wahlund, c
- Edvin Jacobsson, fp
- Ragnar Edenman, s
- John Lundberg, s

#### 1961–1964
- Henrik Munktell, h (1961–1962)
  - Erik Anners, h (1963–1964)
- Sten Wahlund, c
- Erik Tobé, fp
- Ragnar Edenman, s
- John Lundberg, s

#### 1965–1968
- Blenda Ljungberg, h
- Sten Wahlund, c
- Erik Tobé, fp
- Ragnar Edenman, s
- John Lundberg, s

#### 1969–1970
- Blenda Ljungberg, m
- Sten Wahlund, c
- Erik Tobé, fp
- Birgitta Dahl, s
- Arne Gadd, s
- John Lundberg, s